# Jacques Teugels
Jacques Teugels (3. srpna 1946,  Ixelles – 28. září 2024, Schepdaal) byl belgický fotbalista, útočník. 

## Fotbalová kariéra
Začínal v týmu Ixelles SC.
V belgické lize hrál za RSC Anderlecht, Royale Union Saint-Gilloise, RWD Molenbeek a RAA Louviéroise. Získal dva mistrovské tituly s Anderlechtem a jeden s Molenbeekem. V Poháru vítězů pohárů nastoupil ve 3 utkáních a dal 2 góly a v Poháru UEFA nastoupil v 19 utkáních a dal 5 gólů. Za reprezentaci Belgie nastoupil v letech 1970–1976 ve 13 utkáních a dal 1 gól. Byl členem bronzové belgické reprezentace na Mistrovství Evropy ve fotbale 1972, ale v utkání nenastoupil a zůstal jen mezi náhradníky.

## Ligová bilance
| Ročník                     | Zápasy | Góly | Klub                        |
| -------------------------- | ------ | ---- | --------------------------- |
| 1. belgická liga 1966/1967 | -      | -    | RSC Anderlecht              |
| 1. belgická liga 1967/1968 | 8      | 4    | RSC Anderlecht              |
| 1. belgická liga 1968/1969 | -      | 16   | Royale Union Saint-Gilloise |
| 1. belgická liga 1969/1970 | -      | -    | Royale Union Saint-Gilloise |
| 1. belgická liga 1971/1971 | -      | -    | Royale Union Saint-Gilloise |
| 1. belgická liga 1971/1972 | -      | -    | RWD Molenbeek               |
| 1. belgická liga 1972/1973 | -      | -    | RWD Molenbeek               |
| 1. belgická liga 1973/1974 | 28     | 7    | RWD Molenbeek               |
| 1. belgická liga 1974/1975 | 36     | 21   | RWD Molenbeek               |
| 1. belgická liga 1975/1976 | 36     | 19   | RWD Molenbeek               |
| 1. belgická liga 1976/1977 | 16     | 14   | RWD Molenbeek               |
| 1. belgická liga 1977/1978 | -      | -    | RAA Louviéroise             |
| 1. belgická liga 1978/1979 | -      | -    | RAA Louviéroise             |
| CELKEM 1. belgická liga    | -      | -    |                             |